# 乔治·希利斯
乔治·希利斯（英語：George Healis，1906年6月3日—1990年12月6日），美国男子赛艇运动员。他曾代表美国参加1928年夏季奥林匹克运动会赛艇比赛，获得男子四人单桨无舵手银牌。